# Прапор Пологів
Пра́пор Пологів затверджений рішенням Пологівської міської ради.
Автором прапора є А. Ґречило.

## Опис
Квадратне зелене полотнище. З нижнього від древка кута до верхнього з вільного краю йде біла смуга. У верхньому від древка куті — чорно-жовтий соняшник із жовтими пелюстками, у нижньому з вільного краю куті — жовті перехрещені молоток і залізничний ключ, біля яких два білі шестикутники.